# Coryanthes gerlachiana
Coryanthes gerlachiana är en orkidéart som beskrevs av Karlheinz Senghas. Coryanthes gerlachiana ingår i släktet Coryanthes, och familjen orkidéer.
Artens utbredningsområde är Bolivia. Inga underarter finns listade i Catalogue of Life.

## Bildgalleri

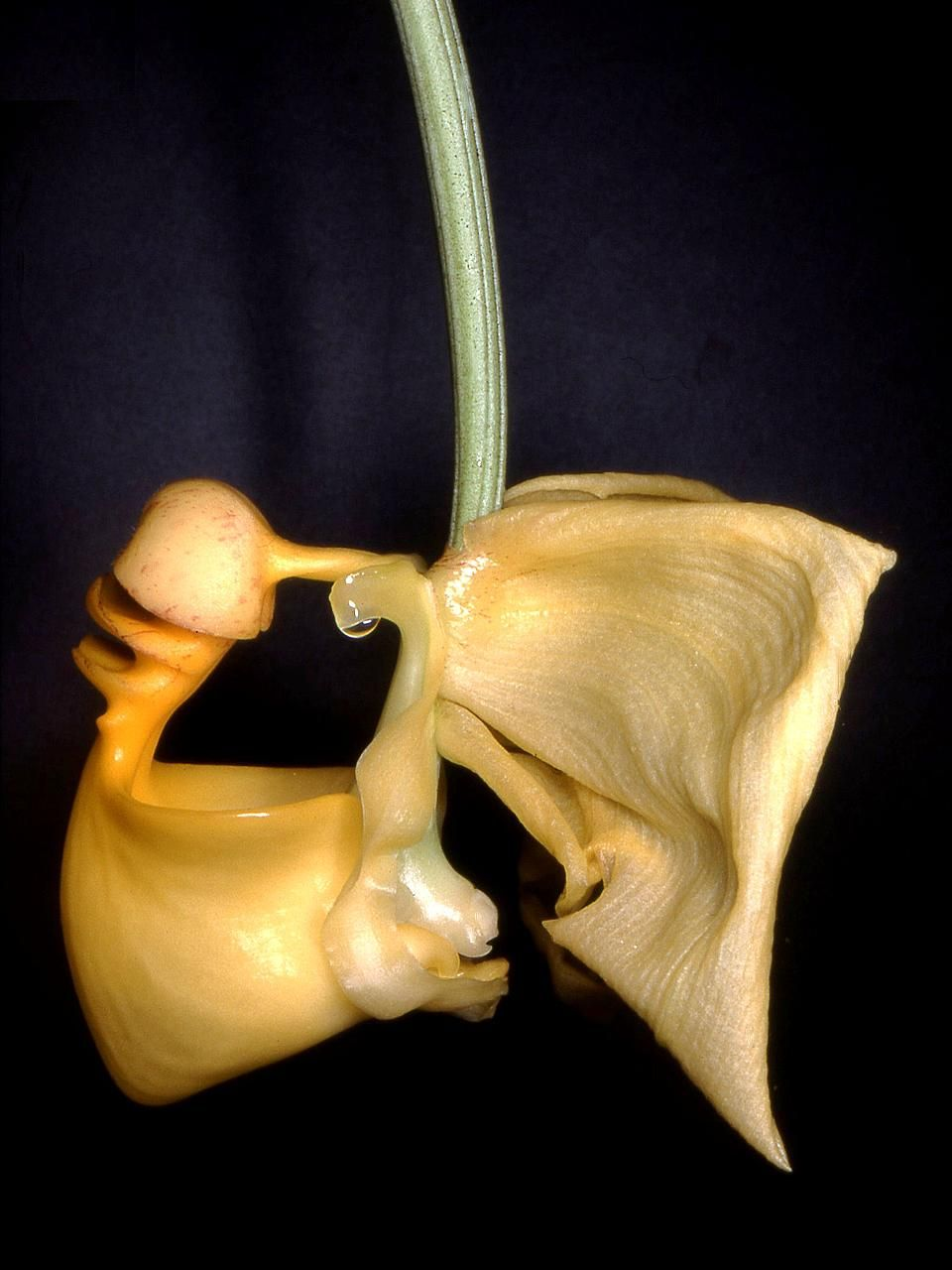